# Sterculia ellipticifolia
Sterculia ellipticifolia är en malvaväxtart som beskrevs av F.R. Fosberg. Sterculia ellipticifolia ingår i släktet Sterculia och familjen malvaväxter. Inga underarter finns listade i Catalogue of Life.